# August Sturm (Turner)
Josef August Sturm (* 1. Februar 1912 in Kennelbach; † 8. Januar 1990 in Rankweil) war ein österreichischer Turner.

## Leben
August Sturm startete bei den Olympischen Sommerspielen 1936 in Berlin an allen Geräten. Sein bestes Resultat erzielte er mit Platz 28 im Wettkampf am Reck. Im Mannschaftsmehrkampf belegte er mit dem österreichischen Team den elften Platz.